# Basileuterus lachrymosus
La reinita roquera (Basileuterus lachrymosus), también denominada chipe de roca (México), chipe roquero (México), pavito roquero (México), chipe cola ancha (Honduras) o reinita alzacola (Nicaragua) es una especie de ave paseriforme perteneciente al género Basileuterus que integra la familia Parulidae. Es propio de América Central y Norteamérica.

## Distribución y hábitat
Es nativo de Nicaragua, Honduras, El Salvador, Guatemala, México y Estados Unidos. Su hábitat natural se compone de bosque húmedo subtropical y tropical.